# Myxine australis
Myxine australis – gatunek bezszczękowca z rodziny śluzicowatych (Myxinidae). 

## Zasięg występowania
Wybrzeża Ziemi Ognistej oraz płd. Argentyny i Chile.

## Cechy morfologiczne
Osiąga max. 60 cm długości całkowitej. 

## Biologia i ekologia
Występuje na głębokości 100-110 m. Biologia nieznana.